# WWF・ライトヘビー級王座
WWFライトヘビー級王座（WWF Light Heavyweight Championship）は、WWFが管理、認定していた王座。

## 歴史
1981年、WWFが業務提携を結んでいた新日本プロレスと共同で創設。3月26日、新日本プロレス清水鈴与記念体育館大会で行われた初代王座決定トーナメントに優勝したペロ・アグアヨが初代王者になった。その後、UWAに15年近く定着していた。
1996年3月24日、みちのくプロレス白河市中央体育館大会でザ・グレート・サスケが奪取。8月5日、ジュニア8冠王座の1つとして王座統一された。
1997年8月、WWFから「この王座はビンス・マクマホン・シニアの時代に作られたものであり、現在のWWFでは、この王座は認めていない」とクレームを受けた。11月5日、WWFに返還された。12月7日、WWFスプリングフィールド大会で王座決定トーナメントが行われて優勝したTAKAみちのくが復活後の初代王者（旧王座無効扱いにより）になった。
2001年6月25日、WWFサンノゼ大会「SummerSlam」で王者のXパック、WCWクルーザー級王者のタジリによるダブルタイトルマッチが行われて勝利したXパックが2冠王者になった。
2002年3月、WCWクルーザー級王座の王座名がWWFクルーザー級王座に変更したため、WWFライトヘビー級王座は封印された。

## 歴代王者

### UWA & 新日本プロレス時代
| 選手                   | 戴冠回数 | 防衛回数 | 獲得日付       | 獲得場所                     |
| ---------------------- | -------- | -------- | -------------- | ---------------------------- |
| ペロ・アグアヨ         | 1        | 不明     | 1981年3月26日  | 清水鈴与記念体育館           |
| フィッシュマン         | 1        | 不明     | 1981年9月25日  | カリフォルニア州ロサンゼルス |
| ペロ・アグアヨ         | 2        | 不明     | 1981年10月10日 | カリフォルニア州ロサンゼルス |
| クリス・アダムス       | 1        | 不明     | 1981年10月18日 | メキシコシティ               |
| ペロ・アグアヨ         | 3        | 不明     | 1981年12月13日 | メキシコシティ               |
| グラン浜田             | 1        | 不明     | 1982年4月21日  | 蔵前国技館                   |
| ペロ・アグアヨ         | 4        | 不明     | 1982年8月29日  | メキシコシティ               |
| ビジャノ3号            | 1        | 不明     | 1983年3月20日  | メキシコシティ               |
| ペロ・アグアヨ         | 5        | 不明     | 1983年8月7日   | メキシコシティ               |
| グラン浜田             | 2        | 不明     | 1984年4月17日  | 蔵前国技館                   |
| ビジャノ3号            | 2        | 不明     | 1984年5月20日  | メキシコシティ               |
| フィッシュマン         | 2        | 不明     | 1986年8月24日  | メキシコシティ               |
| ペロ・アグアヨ         | 6        | 不明     | 1986年12月24日 | メキシコシティ               |
| 1987年5月3日空位       |          |          |                |                              |
| ビジャノ3号            | 3        | 不明     | 1987年6月17日  | メキシコシティ               |
| ランボー               | 1        | 不明     | 1987年10月4日  | メキシコシティ               |
| ビジャノ3号            | 4        | 不明     | 1988年7月11日  | メキシコシティ               |
| サングレ・チカナ       | 1        | 不明     | 1989年8月14日  | メキシコシティ               |
| ペロ・アグアヨ         | 7        | 不明     | 1989年10月15日 | メキシコシティ               |
| サングレ・チカナ       | 2        | 不明     | 1989年12月3日  | メキシコシティ               |
| ビジャノ3号            | 5        | 不明     | 1990年5月27日  | メヒコ州ナウカルパン         |
| ペガサス・キッド       | 1        | 不明     | 1991年3月3日   | メヒコ州ナルカルパン         |
| ビジャノ3号            | 6        | 不明     | 1992年9月13日  | メヒコ州ナウカルパン         |
| エル・シグノ           | 1        | 不明     | 1993年1月1日   | メヒコ州ネサワルコヨトル     |
| ビジャノ3号            | 7        | 不明     | 1984年7月18日  | プエブラ州プエブラ           |
| 1995年1月空位          |          |          |                |                              |
| アエロ・フラッシュ     | 1        | 不明     | 1995年6月16日  | メヒコ州ネサワルコヨトル     |
| ザ・グレート・サスケ   | 1        | 0        | 1996年3月24日  | 白河市中央体育館             |
| エル・サムライ         | 1        | 2        | 1996年6月22日  | 鳴子スポーツセンター         |
| ザ・グレート・サスケ   | 2        | 0        | 1996年8月4日   | 両国国技館                   |
| ウルティモ・ドラゴン   | 1        | 7        | 1996年10月11日 | 大阪府立体育会館             |
| 獣神サンダー・ライガー | 1        | 4        | 1997年1月4日   | 東京ドーム                   |
| エル・サムライ         | 2        | 0        | 1997年7月6日   | 真駒内アイスアリーナ         |
| 大谷晋二郎             | 1        | 3        | 1997年8月10日  | ナゴヤドーム                 |
| 1997年11月5日返上      |          |          |                |                              |

### WWF時代
| 選手                                                   | 戴冠回数 | 防衛回数 | 獲得日付       | 獲得場所                               | 番組                           |
| ------------------------------------------------------ | -------- | -------- | -------------- | -------------------------------------- | ------------------------------ |
| TAKAみちのく                                           | 1        | 46       | 1997年12月7日  | マサチューセッツ州スプリングフィールド | In Your House : D-Generation X |
| クリスチャン                                           | 1        | 3        | 1998年10月18日 | イリノイ州シカゴ                       | Judgment Day : In Your House   |
| ギルバーグ                                             | 1        | 14       | 1998年11月17日 | オハイオ州コロンバス                   | Rar is War                     |
| エッセ・リオス                                         | 1        | 8        | 2000年2月13日  | テキサス州オースティン                 | Sunday Night Heat              |
| ディーン・マレンコ                                     | 1        | 6        | 2000年3月13日  | ニュージャージー州イーストラザフォード | Raw is War                     |
| スコッティ・2・ホッティ                                | 1        | 4        | 2000年4月17日  | ペンシルベニア州ステイトカレッジ       | Raw is War                     |
| ディーン・マレンコ                                     | 2        | 47       | 2000年4月25日  | ノースカロライナ州シャーロット         | SmackDown                      |
| クラッシュ・ホーリー                                   | 1        | 8        | 2001年3月13日  | カリフォルニア州アナハイム             | Sunday Night Heat              |
| ジェリー・リン                                         | 1        | 9        | 2001年4月29日  | イリノイ州シカゴ                       | Sunday Night Heat              |
| ジェフ・ハーディー                                     | 1        | 7        | 2001年6月5日   | ノースダコタ州グランドフォークス       | SmackDown                      |
| Xパック                                                | 1        | 7        | 2001年6月25日  | ニューヨーク州ニューヨーク             | Raw is War                     |
| タジリ                                                 | 1        | 1        | 2001年8月6日   | カリフォルニア州アナハイム             | Raw is War                     |
| Xパック                                                | 2        | 11       | 2001年8月19日  | カリフォルニア州サンノゼ               | SummerSlam                     |
| 2002年3月に王座名がWWFクルーザー級王座になったため封印 |          |          |                |                                        |                                |